# 캐서린 크로포드
캐서린 크로포드(Kathryn Crawford, 1908년 10월 5일 ~ 1980년 12월 7일)는 미국의 배우, 영화배우이다.

## 방송
- 투명인간
- 닥터 웰비

## 영화
- 투명인간 (1976년)
- 봄바람 (1970년)
- 닥터 웰비 (1969년)
- 비밀지령 (1968년)
- 더 둠스데이 플라이트 (1966년)